# Piața Revoluției
Piața Revoluției este o piață din București, aflată în Sectorul 1, denumită tradițional Piața Palatului și Piața Republicii până la Revoluția Română din 1989. Anterior, în perioada comunistă, purtase și numele de Piața Gheorghe Gheorghiu-Dej.
Piața este flancată de o serie de clădiri importante, între care: Palatul Regal din București (care adăpostește Muzeul de Artă), Ateneul Român, Palatul Fundației Universitare Carol I (care adăpostește Biblioteca Centrală Universitară, Palatul Ministerului de Interne, Biserica Kretzulescu, hotelul Athénée Palace Hilton.
În piață se află câteva monumente de for public: Statuia ecvestră a Regelui întemeietor Carol I, Monumentul lui Iuliu Maniu, Monumentul lui Corneliu Coposu, Memorialul Renașterii.

Muzeul Național de Artă
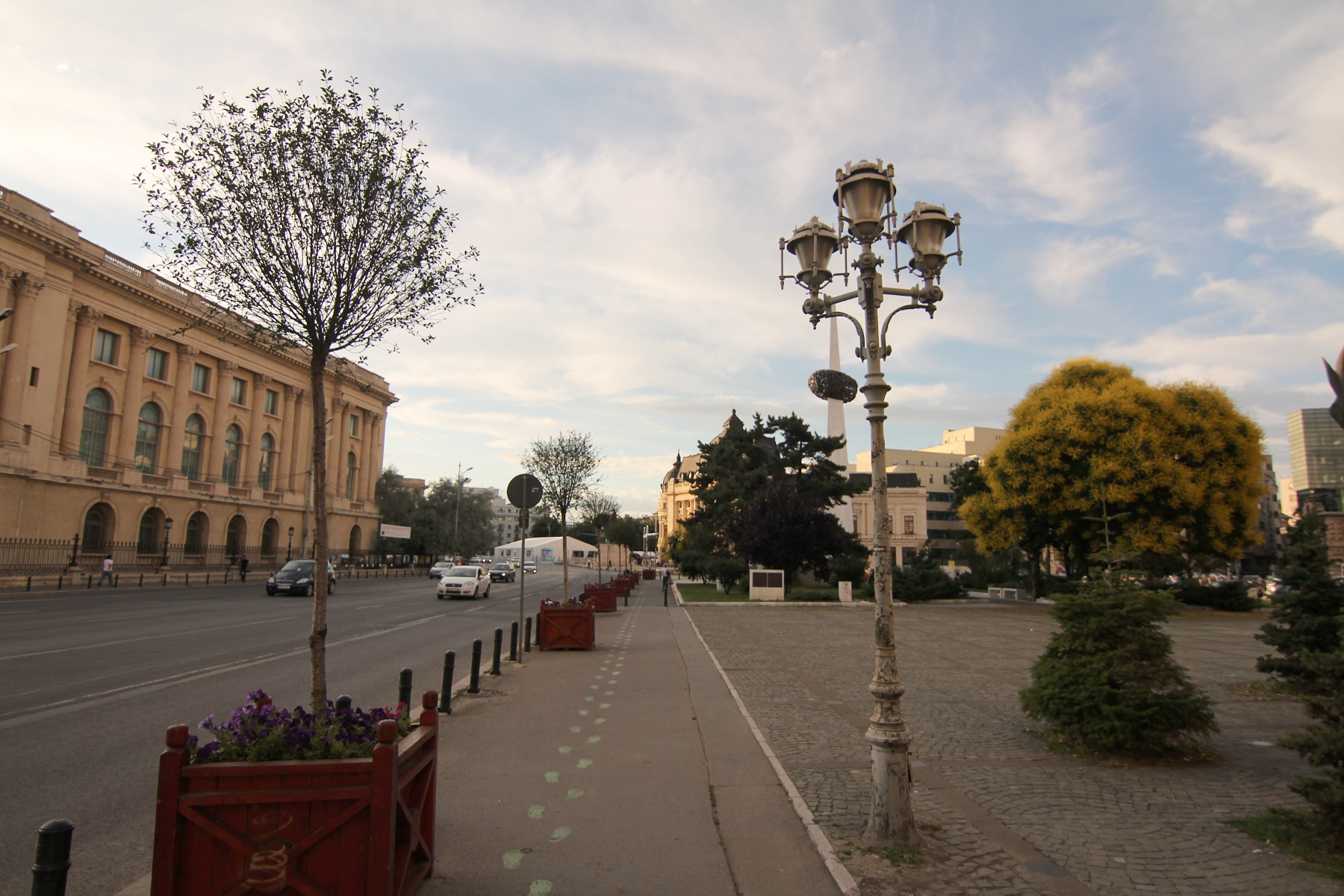
Vedere dinspre Palatul Telefoanelor
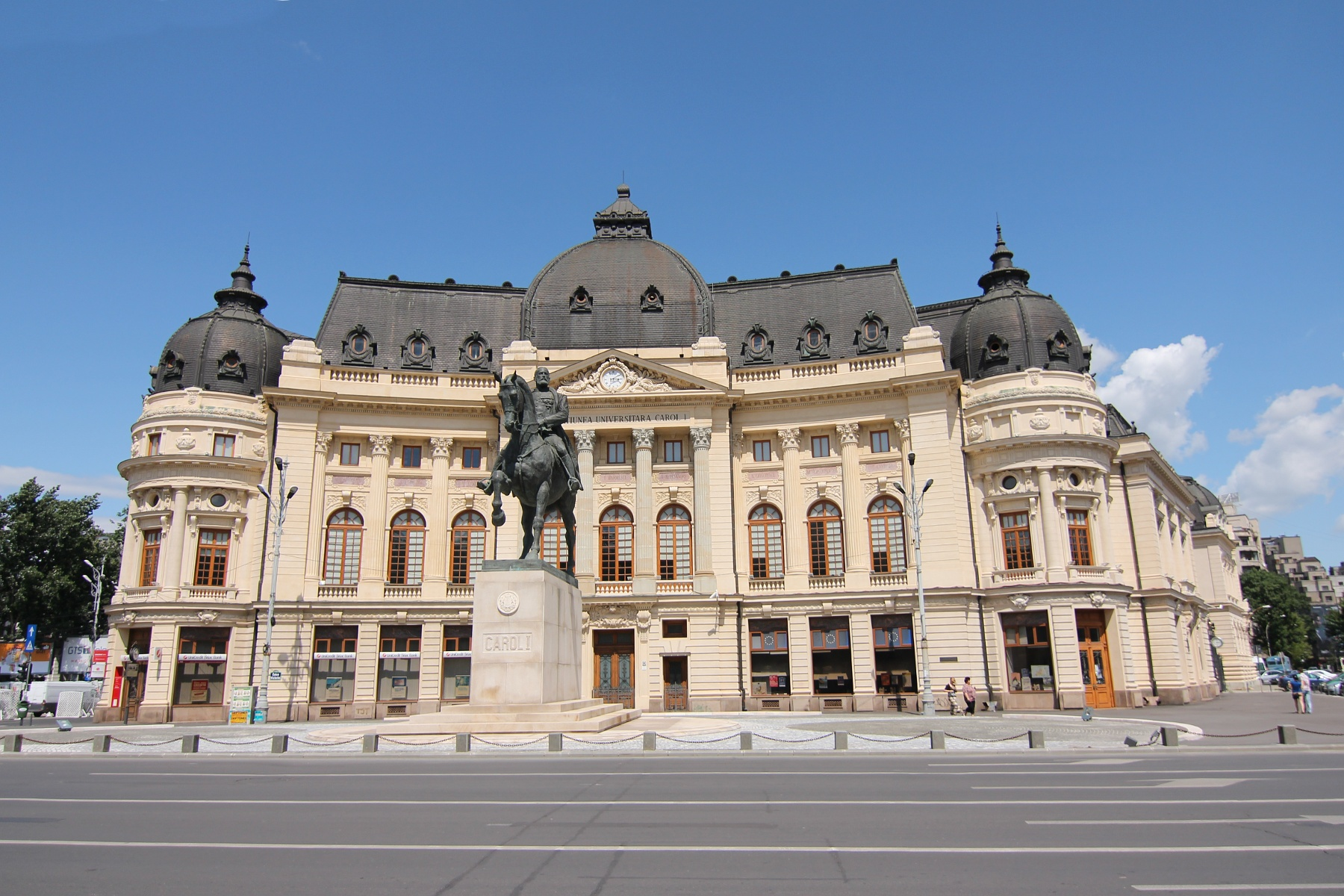
Biblioteca Centrală Universitară
Statuia lui Carol

## Evenimente istorice legate de Piața Revolutiei
- Marea manifestație anticomunistă și pro-monarhistă a tineretului din București, din 8 noiembrie 1945 (de praznicul Sfinților Arhangheli Mihail și Gavriil, ziua de nume a Majestății Sale Regelui Mihai I al României), reprimată prin violențe și arestări „în stilul mineriadelor” de după 1990
- Revoluția Română din 1989, după data de 21 decembrie